# گابریل فانتی
گابریل فانتی (انگلیسی: Gabriele Fanti؛ زادهٔ ۲۲ آوریل ۲۰۰۰) بازیکن فوتبال است.